# ハン・ウンジョン
ハン・ウンジョン（ハングル表記：한은정、1980年7月10日 - ）は、韓国の女優である。2018年12月に芸名をハン・ダガム（한다감）に改名した。
身長170cm。

## 経歴
大田市で生まれた。高校3年生の頃からファッションモデルとして活動し、ジーンズブランド"Golilla Jean"選抜大会で大賞受賞した。1999年ミスワールド・クィーン・ユニバーシティで大賞を取った後モデルとして活動を始め、その後MBCドラマ『愛のために』で女優デビューを果たす。順調なドラマ出演で演技力を磨き、『ソウル1945』では主人公を演じている。
2005年にはバリで撮影したヨガビデオ『CORE in BODY』（邦題：「ハンウンジョン CORE DIET」）を発表。ヨガ講師も務め、女性からの支持も高い。SG Wannabeのミュージックビデオにも連続で出演し、幅広く活躍中。
2018年12月に芸名をハン・ダガム（한다감）に改名した。

## 出演作品

### テレビドラマ
- 愛のために（1999年、MBC）
- ポップコーン（2000年、SBS）
- 彼女を見ろ（2001年、SBS）
- 明朗少女成功記（2002年、SBS） - ユン・ナヒ役[5]
- 純粋の時代（2002年、SBS） - キム・ミンギョン役[5]
- オレンジ（2002年、SBS）
- 男の香り（2003年、MBC） - シン・ウネ役[5]
- フルハウス（2004年、KBS） - カン・ヘウォン役[5]
- 悲しき恋歌（2005年、MBC）
- ワンダフルライフ（2005年、MBC） - イ・チェヨン役[5]
- ソウル1945（2006年、KBS） - キム・ヘギョン役[5]
- 愛する人よ（2007年、SBS） - キム・ソヨン役[5]
- 大韓民国弁護士（2008年、MBC） - イ・エリ役[5]
- シンデレラマン（2009年、MBC） - チャン・セウン役[5]
- 九尾狐伝〜愛と哀しみの母〜（2010年、KBS） - 九尾狐役[5]
- ゴールデンクロス（2014年、KBS） - ホン・サラ役[5]
- アイアンマン～君を抱きしめたい（2014年、KBS） - キム・テヒ役[5]
- リターン（2018年、SBS） - ヨム・ミジョン役[5]
- 仮面の秘密（原題：그녀로 말할 것 같으면、2018年、SBS） - チョン・スジン役[5]
- タッチ（2020年、Channel A） - ペク・チユン役[5]
- 優雅な友達（2020年、JTBC） - ペク・ヘスク役[5]
- 国家代表ワイフ（2021年、KBS） - ソ・チョヒ役[5]

### テレビ芸能番組
- 不埒な同居（2017年、MBC）

### 映画
- あぶない奴ら TWO GUYS（2004年） - チソン役[5]
- 神機箭（2008年） - ホンニ役[5]
- 寄生霊（2011年） - ソニ役[5]

### DVD
- ヨガビデオ「CORE in BODY」（日本語バージョンタイトル：「ハンウンジョン　CORE DIET」）

## 受賞歴
- 1997年 Golilla Jean選抜大会大賞[1]
- 1999年 ミスワールド・クイーン・ユニバーシティ大賞受賞[1]
- 2002年 SBS演技大賞 ニュースター賞[1]
- 2006年 第7回大韓民国映像大典 フォトジェニック賞 演技者部門[1]
- 2006年 KBS演技大賞 優秀演技賞[1]（『ソウル1945』）
- 2007年 アンドレ・キム ベストスターアワード 女性スター賞[1]
- 2009年 第32回黄金撮影賞 最優秀女優主演賞（『神機箭』）[6]
- 2010年 KBS演技大賞 ミニシリーズ部門女性優秀演技賞[1]（『九尾狐伝』）
- 2011年 第33回黄金撮影賞 最優秀人気女優賞（『寄生霊』）[6]
- 2011年 KBS演技大賞 女性 特集単幕劇賞[1]
- 2014年 KBS演技大賞 女性助演賞[1]（『アイアンマン』『ゴールデンクロス』）[7]
- 2017年 MBC放送演芸大賞 人気賞[1]（『不埒な同居』）[8]
- 2021年 KBS演技大賞 日々ドラマ部門女性優勝賞（『国家代表ワイフ』）[1]